# Rudolf Hirth du Frênes

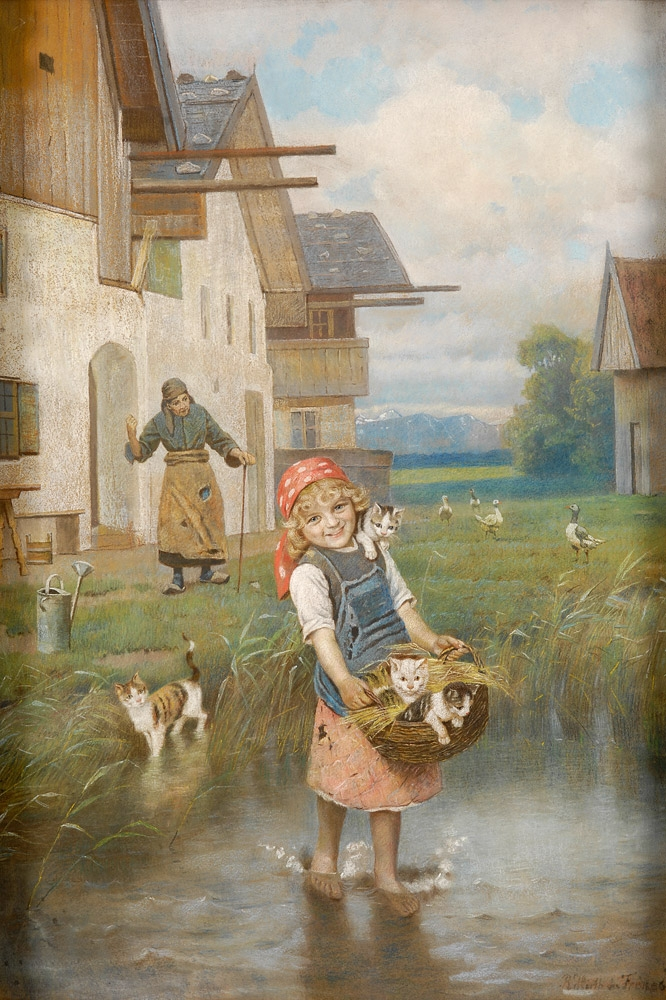
Die Katzenmama av Rudolf Hirth du Frênes.

Rudolf Hirth du Frênes, född 24 juli 1846 i Gräfentonna, Sachsen-Coburg-Gotha, död 1 maj 1916 i Miltenberg, var en tysk målare. Han var bror till Georg och Friedrich Hirth. Binamnet du Frênes var moderns flicknamn.
Hirth du Frênes var elev till Arthur von Ramberg och starkt påverkad av Wilhelm Leibl. Han väckte uppseende med sin Humleskörd (1870, museet i Breslau) och målade därefter koloristiskt kraftiga porträtt, bland annat av målaren Carl Schuch (1874, Neue Pinakothek i München), och även genremålningar och naturstämningar, bland annat I gamla dagar och Judekyrkogården i Prag i snö.